# 84º Campeonato Brasileiro Absoluto de Xadrez
O 84º Campeonato Brasileiro Absoluto de Xadrez foi uma competição de xadrez organizada pela CBX referente ao ano de 2017. A fase final foi disputada na cidade de Rio de Janeiro (RJ) entre os dias 6 e 16 de fevereiro de 2018. O campeão foi o GM Alexandr Fier.